# Кастрофилипо
Кастрофилипо (итал. Castrofilippo) је насеље у Италији у округу Агриђенто, региону Сицилија.
Према процени из 2011. у насељу је живело 2895 становника. Насеље се налази на надморској висини од 488 м.

## Становништво
| 1931. | 1936. | 1951. | 1961. | 1971. | 1981. | 1991. | 2001. | 2011. |
| ----- | ----- | ----- | ----- | ----- | ----- | ----- | ----- | ----- |
| 4.228 | 4.377 | 4.815 | 4.730 | 4.130 | 3.789 | 3.581 | 3.247 | 3.020 |